# Polo Grounds
O Polo Grounds foi o nome dado a três estádios diferentes em Upper Manhattan, Nova York, usado por muitas equipes profissionais, tanto de beisebol quanto de futebol americano a partir de 1880 até 1963. Como o nome sugere, o original Polo Grounds, inaugurado em 1876 e demolido em 1889, foi construído para o esporte do polo. Encravado a sul e a norte pelas ruas 110 e 112 e a leste e a oeste pela Quinta e Sexta avenidas, a norte do Central Park, foi convertido em um estádio de basebol quando alugado pelos New York Metropolitans em 1880. O terceiro Polo Grounds, construído em 1890 e reformado após um incêndio em 1911, é o geralmente indicado quando o Polo Grounds é referenciado. Localizava-se em Coogan's Hollow e destacava-se pela sua distinta forma de banheira, distâncias muito curtas às paredes do campo da esquerda e da direita e um campo central anormalmente profundo.
No beisebol, os estádios eram o lar para o New York New Metropolitanos de 1880 até 1885, para o New York Giants de 1883 até 1957, o New York Yankees de 1913 até 1922, e o New York Mets, em suas duas primeiras temporadas de 1962 e 1963. No futebol americano, o terceiro Polo Grounds foi o lar de dois times: a curta duração Brickley Giants, para um jogo em 1921, e o New York Giants, 1925-1955. Mais tarde, ele estava sendo usado pelo New York Jets da Liga de Futebol Americano em sua temporada inaugural do campeonato de 1960, quando o time era conhecido como o New York Titans, e através da primeira temporada da equipe já como Jets em 1963. Ele também sediou as edições de 1934 e 1942 da Major League Baseball All-Star Game.
No futebol americano, o terceiro Polo Grounds foi o lar do New York Brickley Giants para um jogo em 1921 e o New York Giants de 1925 a 1955. O New York Jets da American Football League jogou no estádio da temporada inaugural da liga de 1960 até 1963. Outros eventos esportivos realizados no Polo Grounds incluíram futebol, boxe e futebol gaélico. O último evento esportivo no Polo Grounds foi um jogo de futebol americano entre o New York Jets e o Buffalo Bills em 14 de dezembro de 1963. O Shea Stadium foi inaugurado em 1964 e substituiu o Polo Grounds como a casa dos Mets e Jets. O Polo Grounds foi demolido ao longo de um período de quatro meses naquele ano e um complexo habitacional público, conhecido como Polo Grounds Towers, foi construído no local.

## Polo Grounds I

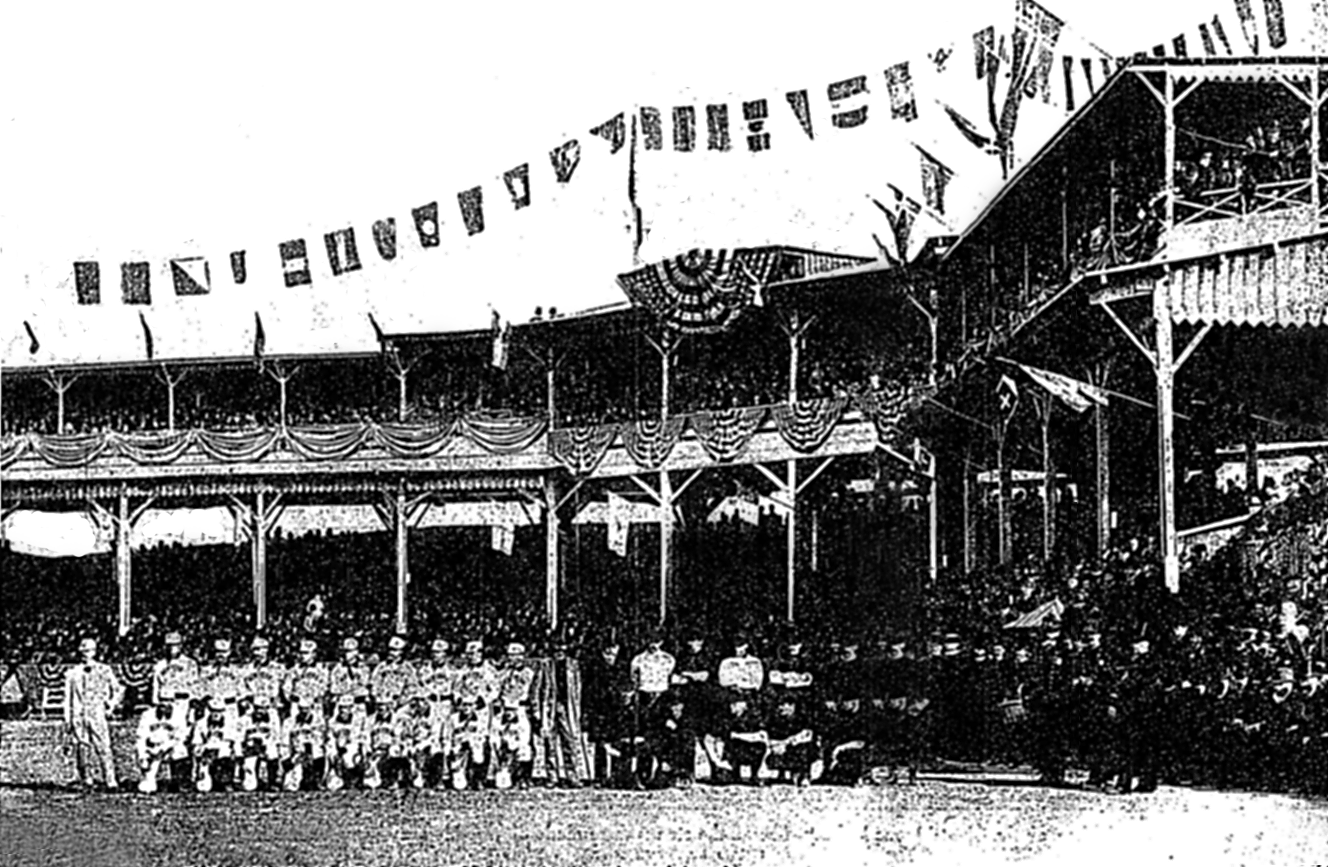
O primeiro Polo Groundas em 1888.

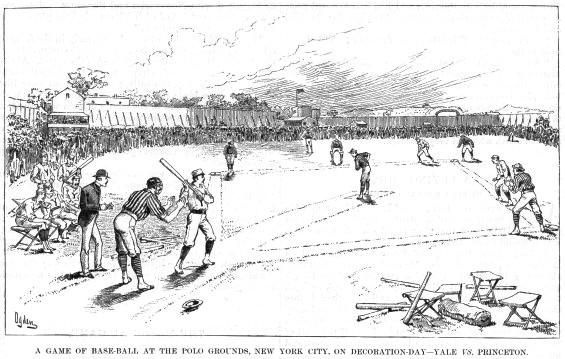
Imagem mais antiga conhecida de Polo Grounds I, de 1882

O Polo Grounds original ficava na Rua 110, entre a Quinta Avenida e a Sexta Avenida, a partir do lado nordeste de Central Park. A finalidade original do local era para a pratica do esporte Polo, e por esse motivo seu nome foi inicialmente meramente descritivo, mas não como um nome formal, muitas vezes referido nos jornais como "Os campos de pólo". O New York Metropolitans, uma equipe independente, foi o primeiro time de beisebol profissional que jogou por lá, começando em setembro de 1880, e se mantendo como o único ocupante profissional ao longo da temporada de 1882. Naquela época, o Metropolitans teve a oportunidade de trazê-la para a Liga Nacional, mas optou por organizar uma nova equipe, o New York Gothams - que logo passou a ser conhecido como Giants - usando principalmente jogadores dos Metropolitans e dos recém-extintos Troy Trojans, entrando na Liga Nacional e trazendo o que restava do clube Metropolitan para a Associação Americana concorrente. Para esse fim, a propriedade construiu uma segunda arquibancada no parque, dividindo-o em campos leste e oeste para uso pelos Giants e Metropolitans, respectivamente. Assim, o Polo Grounds sediou seus primeiros jogos da Major League Baseball em 1883 como um estádio de duas equipes, a American Association Metropolitans e a National League Gothams. O arranjo de campos duplos se mostrou impraticável por causa da superfície defeituosa do campo ocidental, e depois de vários outros arranjos serem tentados, o Metropolitans e o Giants alternaram o jogo no campo oriental nos últimos anos até que o Metropolitans se mudassem para o St. George Cricket Grounds em Staten Island em 1886.
Embora os Giants logo se tornassem a equipe principal na cidade, o "Mets" teve um bom ano em 1884. Eles começaram a temporada em uma nova instalação chamada Metropolitan Park, que provou ser um local tão ruim que eles voltaram para o Polo Grounds dentro de algumas semanas. Apesar desse drama, o Mets ganhou o título da Associação Americana. Sua boa sorte acabou quando enfrentaram o Providence Grays na World Series, onde arremessador Old Hoss Radbourn, do Providence, lançou três shutouts consecutivos contra eles. Todos os três jogos foram realizados no Polo Grounds.
Outro destaque de jogadas do Giants no Polo Grounds foi o home run de Roger Connor sobre o muro do campo direito que foi parar na rua 112th Street; Connor acabou detendo o recorde de home runs na carreira que Babe Ruth quebraria em 8 de julho de 1921. O Polo Grounds original foi usado não apenas no Polo e no beisebol profissional, mas também no beisebol e no futebol americano da faculdade - mesmo por equipes fora de Nova York. A primeira imagem sobrevivente conhecida do campo é a gravura de um jogo de beisebol entre a Universidade de Yale e a Universidade de Princeton no Memorial Day, em 30 de maio de 1882. Yale e Harvard também jogaram seu tradicional jogo de futebol no Dia de Ação de Graças em 29 de novembro de 1883 e 24 de novembro de 1887.

### Demolição e realocação forçada
A cidade de Nova York estava no processo de estender sua grade de ruas para a parte alta de Manhattan em 1889. Os planos para uma extensa rua 111 passavam pelo Polo Grounds. Trabalhadores da cidade apareceram de repente em certo um dia e começaram a atravessar a cerca para traçar a nova rua. Com os Giants vencendo o título da Liga Nacional no ano anterior, assim como a World Series, houve um sentimento significativo na cidade contra a mudança; até que um projeto de lei foi aprovado pela legislatura estadual, dando aos Giants um ganho de causa que os permitiria manter o estádio. O governador David B. Hill, que fez campanha para o cargo sob uma promessa de "regra de origem", vetou com o argumento de que, o que ele pensasse da destruição forçada do estádio, a vontade do governo da cidade seria respeitada. A perda de seu local de jogo forçou os Giants a procurarem rapidamente um outro lugar para jogar.
Os Giants abriram a temporada de 1889 em Oakland Park, Jersey City, Nova Jersey, jogando seus dois primeiros jogos por lá. Quatro dias depois, eles se mudaram para o Campo de Críquete de St. George (memo local que os Metropolitas jogaram até o seu desaparecimento após a temporada de 1887).
Depois de deixar o St. George Grounds em 14 de junho, os Giants seguiram em frente. Ao voltarem em 8 de julho, eles haviam se mudado novamente para um local chamado de "New Polo Grounds" em Manhattan, no extremo oposto da então Nona Avenida Elevada na rua 155 com a Oitava Avenida (então chamada de Frederick Douglass Boulevard). Apesar de sua campanha mediana em 1889, os Giants conseguiram ganhar o título pelo segundo ano consecutivo, bem como a World Series daquele ano contra o Brooklyn.

## Polo Grounds II

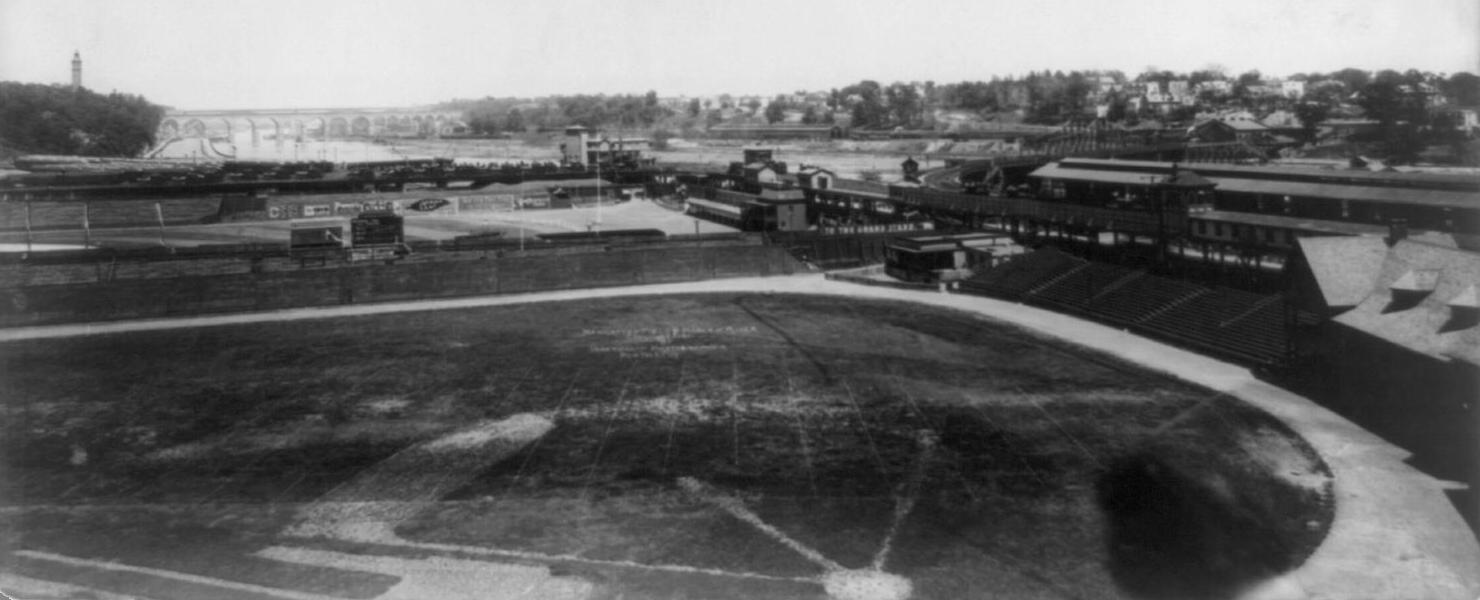
Segundo Polo Grounds em 1901.

O novo local foi direcionado para o norte e oeste em um promontório íngreme conhecido como Coogan's Bluff. Por causa de sua elevação, os fãs frequentemente assistiam jogos sem comprar ingressos. O estádio em si era em terras baixas conhecidas como Coogan's Hollow. A arquibancada tinha uma curva convencional ao redor do campo interno, mas a forma da propriedade deixava a área do campo central mais próxima do centro esquerdo ou centro direito. Este não foi um grande problema na "era da bola morta" do beisebol. A terra permaneceu na propriedade Coogan, e os Giants foram locatários durante todo o tempo em Polo Grounds II, III e IV. O Brooklyn Dodgers jogou um par de séries em casa neste estádio no final de julho e início de agosto de 1890.
Depois que o Giants mudou-se para o Polo Grounds III, em 1891, o Polo Grounds II foi subarrendado ao Manhattan Athletic Club e passou a se chamar Manhattan Field dali em diante. Depois de um tempo foi convertido para outros esportes, como futebol e atletismo. Ele ainda existiu como estrutura por quase 20 anos. O primeiro home run foi de Babe Ruth como jogador do New York Yankees, em 1º de maio de 1920, e foi caracterizado pelo repórter do The New York Times como uma "sockdolager" (isto é, um golpe decisivo) e foi descrita como viajando "pelo grande campo direito do Manhattan Field." A pesquisa moderna de Bill Jenkinson indica que a bola percorreu cerca de 152 metros no total, depois superar o suporte de campo direito de dois andares do Polo Grounds. O Manhattan Field continuou a ser um local ocasional para esportes amadores, divulgado nos jornais locais até a primavera de 1942. Em junho de 1948, os Giants novamente alugaram a propriedade do Manhattan Field e a pavimentaram para servir como estacionamento do Polo Grounds.

## Polo Grounds III e IV

### Polo Grounds III

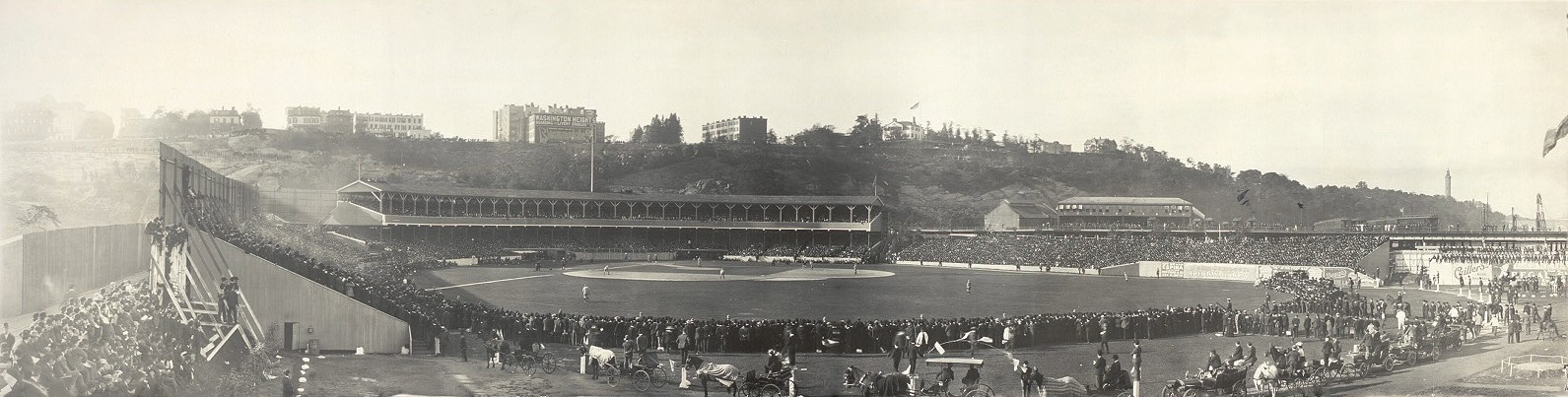
Terceiro Polo Grounds em 1905.

Polo Grounds III foi o estádio que fez o nome famoso. Construído em 1890, tinha inicialmente um campo externo completamente aberto e limitado por apenas por um pequeno muro, com as arquibancadas sendo adicionadas gradualmente. Até o início de 1900, alguns setores da arquibancada invadiam o campo na metade do caminho da esquerda e da direita. O outfield foi cortado um pouco por uma cerca de corda atrás da qual carruagens (e os primeiros automóveis) foram autorizados a estacionar. Em 1910, arquibancadas fecharam um dos lados, e as cordas de isolamento tinham desaparecido.
Conhecido como Brotherhood Park quando foi inaugurado em 1890, Polo Grounds III era o lar de uma segunda franquia do New York Giants na Players' League. Este último foi a criação do primeiro sindicato da Major League Baseball, a "Irmandade de Jogadores Profissionais de Basebol". Depois de não conseguir concessões dos proprietários da Liga Nacional, a Brotherhood fundou sua própria liga em 1890. Os Giants da Players' League construíram o Brotherhood Park na metade norte de Coogan's Hollow, ao lado de Polo Grounds II, também cercado por pátios ferroviários e pelo penhasco. O Brotherhood Park realizou seu primeiro jogo em 19 de abril de 1890, no mesmo dia em que os Giants da Liga Nacional jogaram seu primeiro jogo em casa na temporada. Durante toda a temporada de 1890, os dois times dos Giants foram vizinhos. Quando as equipes jogavam no mesmo dia, os torcedores nas arquibancadas mais altas podiam assistir os jogos uns dos outros, e as bolas de home run atingidas em um parque caíam no campo de jogo da outra equipe. Depois de uma temporada, a Players' League dobrou e os membros da Irmandade voltaram à Liga Nacional. O Giants da Liga Nacional mudou-se do Polo Grounds II para o Brotherhood Park, que era maior. Eles levaram o nome do estádio com eles mais uma vez, transformando o Brotherhood Park no novo Polo Grounds. Entre Polo Grounds II e III-IV, eles permaneceriam em Coogan's Hollow por 69 temporadas.

### Fogo e reconstrução como Polo Grounds IV

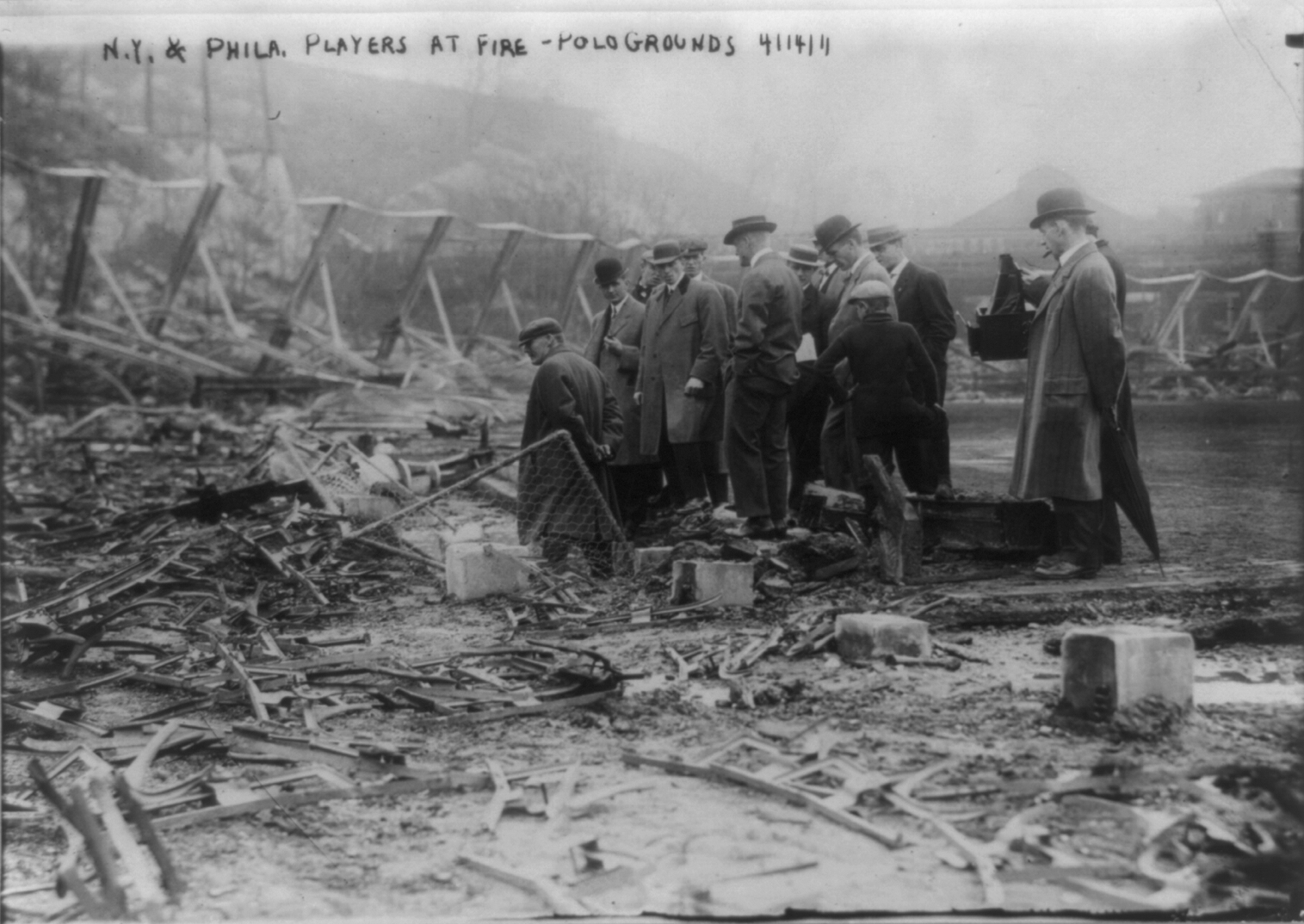
Jogadores do Giants inspecionam as ruínas queimadas no Polo Grounds em 14 de abril de 1911

Nas primeiras horas da manhã de sexta-feira, 14 de abril de 1911, um incêndio de origem incerta queimou a arquibancada em forma de ferradura do estádio, consumindo a madeira e deixando apenas colunas de aço no lugar. As lacunas entre algumas seções das arquibancadas salvaram boa parte dos assentos do campo, e da sede do clube, de uma destruição maior. O proprietário dos Giants, John T. Brush, decidiu reconstruir o Polo Grounds com concreto e aço, alugando o Hilltop Park dos Highlanders durante a reconstrução.
O trabalho foi suficiente para permitir que o estádio reabrisse apenas três meses depois, em 28 de junho de 1911. Conforme configurado, foi o nono estádio de concreto e aço nas Grandes Ligas e o quarto na Liga Nacional. Áreas de assentos inacabados foram reconstruídas durante a temporada enquanto os jogos continuavam. A nova estrutura estendia-se aproximadamente no mesmo semicírculo do canto esquerdo do campo em torno da placa inicial para o canto direito do campo como anteriormente, mas foi estendida para o profundo campo central direito. As arquibancadas de madeira sobreviventes foram mantidas basicamente como estão, com lacunas permanecendo de cada lado da nova construção à prova de fogo.
Os Giants levantaram-se das cinzas junto com seu estádio, vencendo o título da Liga Nacional em 1911 (como também em 1912 e 1913). Como evidenciado nos programas da World Series, a equipe renomeou a nova estrutura do Brush Stadium em homenagem ao então dono John T. Brush, mas o nome não se manteve, e no final da década de 1910 já estava esquecido. As arquibancadas antigas restantes foram demolidas durante a temporada de 1923, quando o convés duplo permanente foi estendido por quase todo o resto do campo e novas arquibancadas e camarotes do clube foram construídos em todo o campo central. Essa construção deu ao estádio seu formato familiar em forma de ferradura ou banheira, além de um novo apelido, "A Banheira".

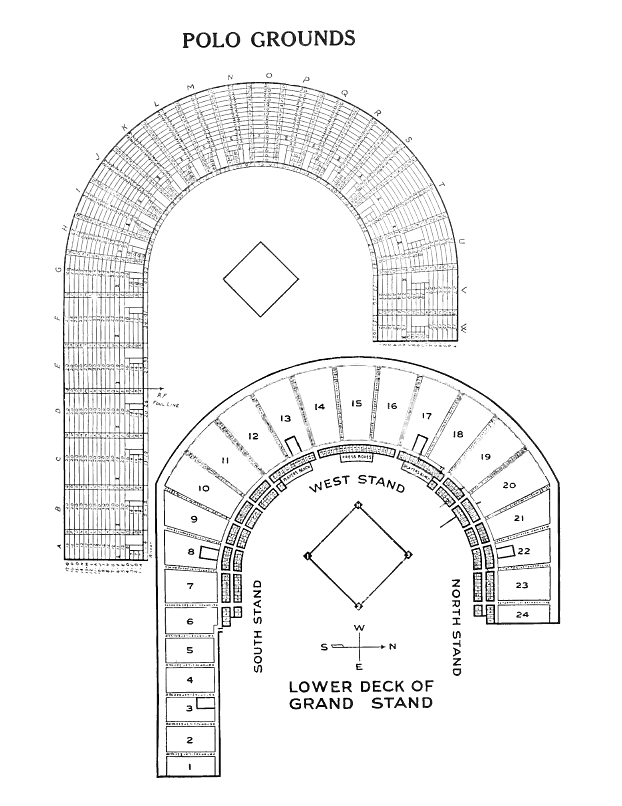
Diagrama de assentos em 1923.

Esta versão do estádio teve sua cota de peculiaridades. As distâncias "não oficiais" (nunca marcadas na parede) nas linhas de campo esquerdo e direito foram de 85 e 79 m, respectivamente, mas havia uma saliência de 6,4 m no campo esquerdo, que muitas vezes interceptou bolas voadoras que, de outra forma, poderiam resultar em home runs. A famosa foto The catch feita por Willie Mays na World Series de 1954 contra Vic Wertz do Cleveland Indians ocorreu imediatamente na frente do "olho do batedor", uma tela de metal no topo da parede da arquibancada à direita da pista central. Consequentemente, a bola viajou menos de 130 m (provavelmente 125 a 126 m). Teria sido um home run em vários outros estádios da época, bem como na maioria dos modernos estádios de hoje. Os bullpens estavam realmente em jogo, nas lacunas do campo central esquerdo e direito. O campo externo inclinava-se para baixo a partir do campo interno, e as pessoas nos abrigos freqüentemente só podiam ver a metade superior dos jogadores.
O New York Yankees sublocou o Polo Grounds dos Giants durante os anos de 1913 a 1922 após o término de seu contrato de arrendamento do Hilltop Park. Após a temporada de 1922, os Yankees construíram o Yankee Stadium diretamente do outro lado do Rio Harlem a partir do Polo Grounds, o que estimulou os Giants a expandir seu parque para alcançar uma capacidade comparável de assentos para se manter competitivo. No entanto, como quase todos os novos assentos estavam no campo externo, o Yankee Stadium ainda tinha assentos mais desejáveis do que o Polo Grounds para assistir a partidas de beisebol. Desta forma, o Polo Grounds tornou-se mais adequado para o futebol devido ao novo posicionamento dos assentos.
O primeiro jogo noturno dos Giants no estádio foi disputado em 24 de maio de 1940. O Polo Grounds foi o local de um dos momentos mais icônicos da história do beisebol - o histórico home run "Shot Heard Round the World" em 3 de outubro de 1951 que decidiu a disputada série de playoffs da Liga Nacional entre os Giants e seus rivais do outro lado da cidade, o Brooklyn Dodgers.

### Mortes no Polo Grounds
Em 16 de agosto de 1920, o shortstop do Cleveland Indians, Ray Chapman, foi atingido na cabeça por um arremesso feito por Carl Mays dos Yankees. Na época, os rebatedores não usavam capacetes. Chapman morreu 12 horas depois de ser atingido, às 4h30 do dia 17 de agosto. Ele continua sendo o único jogador a morrer devido a uma lesão sofrida em um jogo de beisebol da liga principal.
Em 4 de julho de 1950, Bernard Doyle, residente de Fairview, Nova Jersey, na casa dos 50 anos, nascido em Dublin, Irlanda, foi atingido e morto por uma bala perdida enquanto estava em seu assento no Polo Grounds. Doyle trouxe o filho de um vizinho com ele para ver uma partida dupla entre os Dodgers e os Giants. Doyle foi morto cerca de uma hora antes do início do primeiro jogo. Mais tarde um garoto de 14 anos confessou ter disparado um pistola calibre .45 para o ar de sua cobertura no 515 da Avenida Edgecombe, localizada a 340 m de onde Doyle estava sentado.

### Anos finais dos Giants

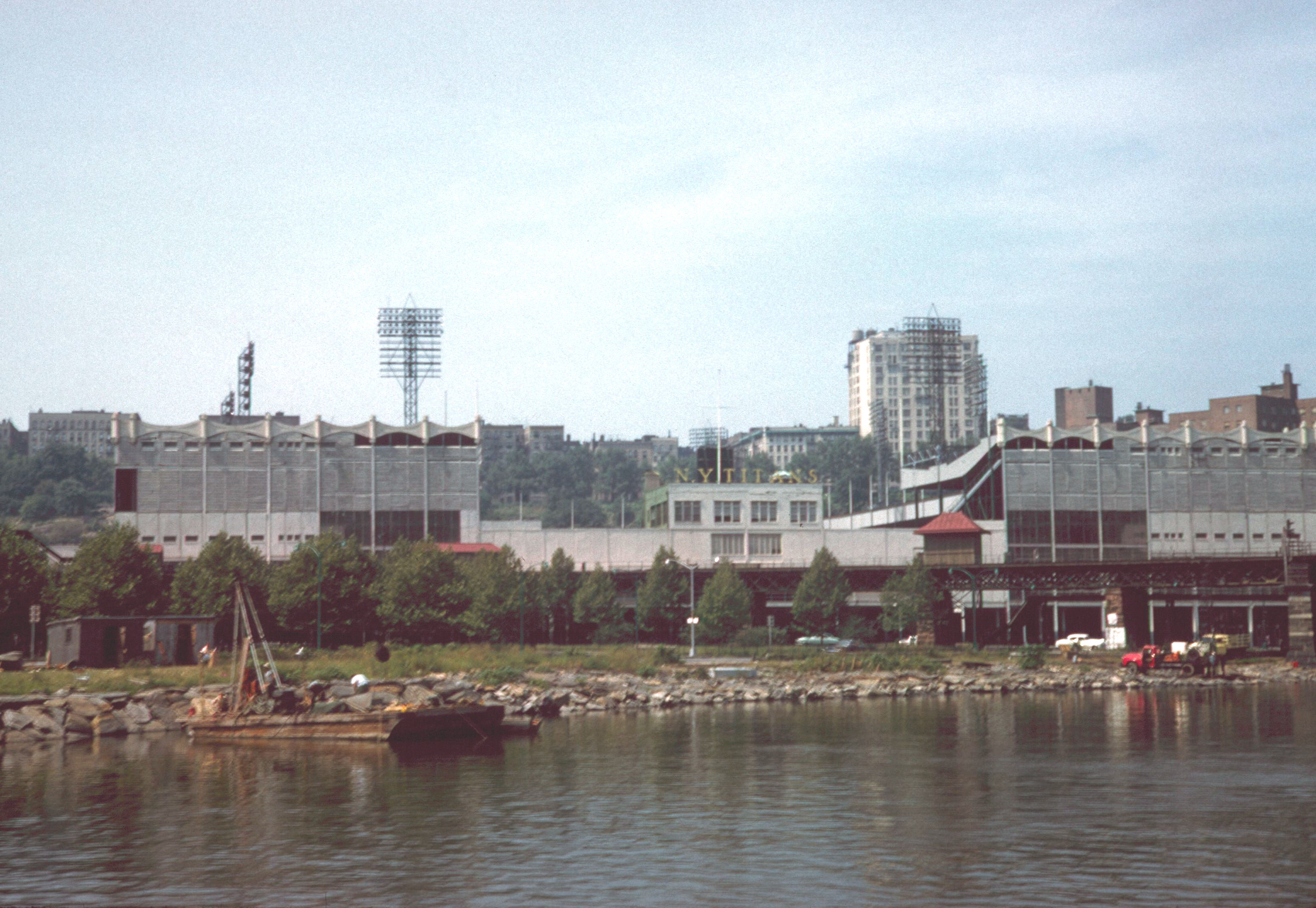
O Polo Grounds em 1961, visto do rio Harlem.

O fim do Polo Grounds foi um tanto anticlimático, especialmente em comparação com outros "Jewel Box". Parte do problema era que o estádio não tinha uma boa manutenção do final dos anos 1940 em diante; embora os Giants fossem donos do estádio, eles não eram donos do terreno em que ele se erguia. Além disso, a vizinhança ao redor do estádio havia se deteriorado no início dos anos 1950. Tudo isso combinado para suprimir severamente as vendas de ingressos, mesmo quando o Giants jogavam bem. Em 1954, por exemplo, o Giants atraiu apenas 1,1 milhão de fãs (em comparação com mais de dois milhões do Milwaukee Braves) mesmo depois de vencer a World Series.
A equipe de futebol americano do Giants partiu para o Yankee Stadium do outro lado do rio Harlem após a temporada de 1955 da NFL, e a desastrosa temporada da equipe de beisebol do Giants de 1956 (a maior parte da qual passaram em último lugar antes de uma reação final que os levaram para o sexto lugar) causou um empecilho adicional na venda de ingressos. O público do Giants em 1956 foi menos da metade do número da temporada de 1954 do Giants vencedor da World Series. Isso atingiu o proprietário do Giants, Horace Stoneham, de maneira particularmente difícil. Ele não era tão rico quanto seus colegas proprietários; os Giants eram sua única fonte de renda. Como tal, a saída do Giants do futebol americano e as vendas cada vez mais escassas de ingressos do Giants do beisebol o deixaram com pouco ou nenhum dinheiro para a manutenção do estádio.
Frustrado com a obsolescência e a crescente degradação do Polo Grounds, Stoneham considerou seriamente que os Giants se tornassem inquilinos dos Yankees no Bronx. Ele também considerou a mudança para um estádio proposto que seria propriedade da cidade. No entanto, quando ambos os planos fracassaram, os Giants anunciaram em 19 de agosto de 1957 que se mudariam após aquela temporada, depois de quase três quartos de século, para São Francisco, Califórnia. Os Giants venceram cinco World Series no Polo Grounds.

### Os últimos anos do Polo Grounds
O estádio ficou praticamente vazio por quase três anos, até que os recém-formados Titans of New York (hoje New York Jets) começaram a jogar lá em 1960, seguidos pelo recém-formado Mets em 1962, usando o Polo Grounds como uma casa provisória enquanto o Shea Stadium estava sendo construído. Em 1961, a cidade de Nova York decidiu reivindicar o terreno que estava sob domínio eminente, com o objetivo de condenar o estádio e construir um conjunto habitacional no local. A família Coogan, que ainda possuía a propriedade, lutou contra esse esforço até que ele foi finalmente resolvido em favor da cidade em 1967.
Em 18 de setembro de 1963, 1.752 fãs foram ver o New York Mets jogar seu último jogo no Polo Grounds contra o Philadelphia Phillies com uma vitória por 5–1 no Philadelphia. No dia 12 de outubro, o Polo Grounds foi palco de uma última competição, como All-Stars da América Latina da Liga Nacional, comandada por Roberto Clemente e, por trás dos arremessos de Juan Marichal e Al McBean, derrotou o AL Stars de Hector Lopez, 5-2.

### Demolição
A iteração final do Polo Grounds foi demolida em 1964, começando em abril com a mesma bomba de demolição (pintada para se parecer com uma bola de beisebol) que havia sido usada quatro anos antes no Ebbets Field. A equipe de demolição vestiu camisetas do Giants e tirou seus capacetes para o histórico estádio quando eles começaram o desmantelamento. Uma equipe de 60 trabalhadores levou mais de quatro meses para nivelar a estrutura. O ônibus dos Indians passou pelo local durante a demolição quando a equipe foi jogar contra os Yankees; Dick Donovan, olhando para os escombros, comentou: "Rapaz, eles devem ter jogado um inferno lá ontem à noite". O local agora abriga as torres do Polo Grounds, um projeto de habitação pública inaugurado em 1968 e administrado pela New York City Housing Authority.

## Outros esportes

### Futebol americano

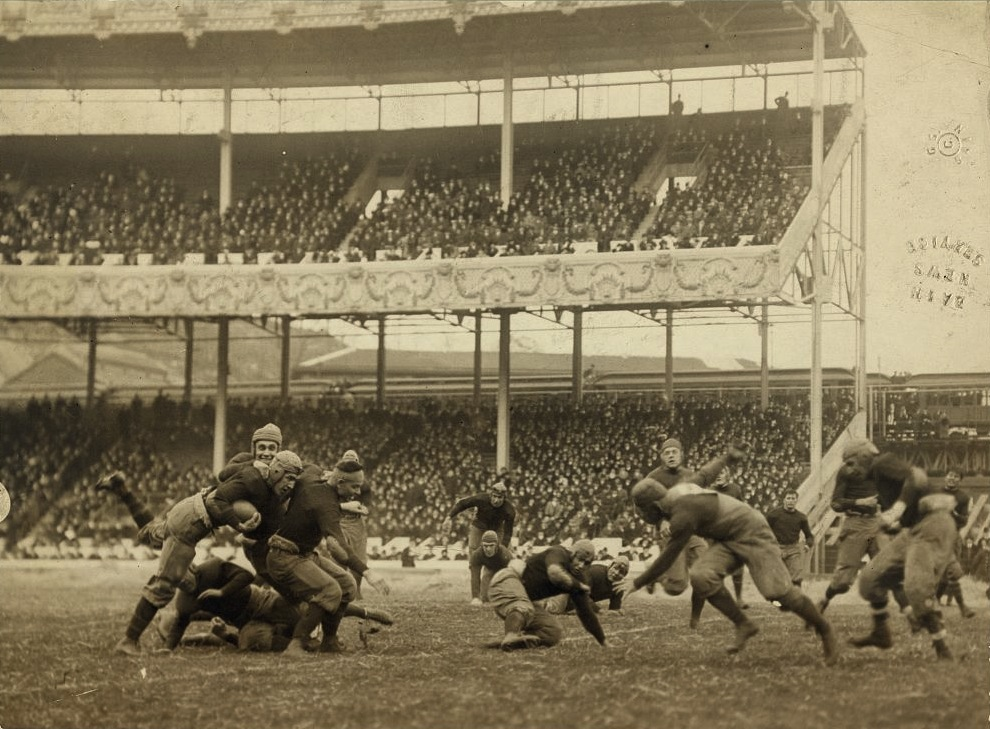
Um jogo em 1916.

Centenas de jogos de futebol americano foram disputados no Polo Grounds. O primeiro jogo de futebol americano profissional disputado na cidade de Nova York foi no Polo Grounds em 4 de dezembro de 1920. O jogo apresentou o Buffalo All-Americans contra o Canton Bulldogs no primeiro ano da American Professional Football Association. O Buffalo All-Americans ganhou o jogo por 7-3. Em 1921, o New York Brickley Giants da NFL jogou o jogo final da temporada de 1921 contra o Cleveland Indians no Polo Grounds. O jogo terminou com uma derrota do Giants por 17-0. O Brickley Giants foi formado originalmente com a intenção de competir em 1919, e ter todos os seus jogos em casa disputados no Polo Grounds. No entanto, após o primeiro treino da equipe, o cronograma de 1919, que começou com um jogo no dia de abertura contra o Massillon Tigers, foi cancelado por causa do conflito com as leis azuis de Nova York. Em 1919, a cidade permitiu o beisebol profissional no domingo e os Giants pensaram que a lei também se aplicaria ao futebol. No entanto, foi decidido que o futebol profissional ainda era proibido aos domingos. Além do nome, não há nenhuma relação entre o Brickley Giants e a franquia moderna do New York Giants.
Tanto o New York Giants da National Football League quanto os New York Jets (então conhecidos como New York Titans) da American Football League usaram o Polo Grounds como seu campo de atuação antes de seguirem para outros locais. O Giants mudou-se inicialmente para o Yankee Stadium em 1956, enquanto o Jets, fundado em 1960, seguiu o New York Mets para o Shea Stadium em 1964. O futebol do Giants sediou os jogos dos campeonatos da NFL de 1934, 1938, 1944 e 1946 no Polo Grounds. Além do Boston Redskinsmudou o jogo de 1936 de Boston para o Polo Grounds, como parte de sua transição na mudança para Washington.

### Futebol americano universitário
A Columbia University e a Yale University, dois dos times mais antigos do futebol americano universitário, jogaram no Polo Grounds original no século 19, em alguns jogos que deveriam atrair grandes multidões, incluindo as competições de Ação de Graças em 1883 e 1887. O terreno também foi usado para muitos jogos por times de futebol americano universitário da área de Nova York, como Fordham e Army. Uma vitória frustrada da visitante Universidade de Notre Dame sobre o Exército em 1924 levou ao famoso artigo de Grantland Rice sobre o backfield irlandês, que ele chamou de "Os Quatro Cavaleiros". O campo também foi o local de vários Jogos do Exército-Marinha nas décadas de 1910 e 1920.

### Futebol
O Polo Grounds realizou seu quinhão de partidas internacionais de futebol também ao longo dos anos. Em 1926, o Hakoah, da Áustria, "atraiu as maiores multidões já vistas ao futebol na América até então: três jogos consecutivos atraíram 25.000, 30.000 e 36.000 espectadores. 1° de maio de 1926 - jogo de exibição entre Hakoah e um time de Nova York da American Soccer League, que atraiu 46.000 torcedores ao Polo Grounds em Nova York". (A equipe ASL venceu por 3–0.)
O primeiro jogo de futebol no Polo Grounds havia sido em 1894, quando os proprietários dos vários clubes de beisebol importantes pensaram que seria uma ótima maneira de lotar seus estádios fora da temporada. Seis famosas franquias de beisebol da época formaram seções de futebol e os fãs foram informados de que muitos estariam colocando suas estrelas no campo de futebol na temporada de abertura. O New York Giants entrou em campo com uniformes totalmente brancos e meias pretas e jogou seis partidas antes que a ameaça da formação de uma liga rival de beisebol desviasse a atenção do proprietário de seu novo empreendimento e o fizesse ser suspenso no meio da temporada. O Giants ficou em terceiro lugar na liga após seis jogos com duas vitórias, tendo disputado suas partidas no meio da semana diante de centenas de pessoas pagando 25 centavos por jogo. Embora os proprietários continuassem otimistas com o empreendimento e quisessem administrá-lo novamente na temporada seguinte, isso nunca aconteceu e o time de futebol do Giants deixou de existir.
Em 19 de maio de 1935, a seleção escocesa viajou pelos Estados Unidos e, em seu primeiro jogo, atuou contra um time All-Star da ASL que representava não oficialmente os Estados Unidos. A Escócia venceu por 5–1 na frente de 25.000 pessoas no Polo Grounds. Em 1939, os escoceses voltaram à América para outra turnê e jogaram no Polo Grounds duas vezes. Em seu primeiro jogo no Polo Grounds em 21 de maio de 1939, a Escócia empatou com o Eastern USA All-Stars por 1 a 1 na frente de 25.072 torcedores. Em seu segundo jogo no Polo Grounds em 18 de junho de 1939, a Escócia venceu o American League Stars por 4–2.
Após a Segunda Guerra Mundial, em 26 de setembro de 1948, os EUA venceram Israel por 3 a 1 em seu primeiro jogo desde a independência, diante de 25.000 torcedores no Polo Grounds. Em 9 de junho de 1950, uma multidão de 21.000 fãs foi ao Polo Grounds para assistir a um 'International Dream Double Header'. O Beşiktaş JK da Turquia derrotou o All-Stars da American Soccer League por 3–1 e, em seguida, o Manchester United derrotou o Jönköping (o melhor time amador da Suécia) por 4–0. Em 17 de maio de 1960, o Birmingham City jogou contra o Third Lanarkda e perdeu por 4-1 no Polo Grounds em Nova York. Em 6 de agosto do mesmo ano, 25.440 torcedores compareceram ao Polo Grounds para assistir à primeira final da International Soccer League, que viu o Bangu do Brasil derrotar o Kilmarnock FC da Escócia por 2 a 0. Os seis jogos do Bangu no Polo Ground tiveram um público total de 104.274. No ano seguinte, 1961, pode ter sido o último ano documentado em que o futebol era praticado no Polo Grounds. A segunda edição da International Soccer League realizou a maior parte de seus jogos no Polo Grounds, com alguns jogos em Montreal. Em 16 de julho de 1961, o Shamrock Rovers derrotou o Red Star de Belgrado por 5–1. Na liga nacional de futebol, o Polo Grounds foi a casa do New York Nationals da American Soccer League em 1928.

### Futebol gaélico
Em 14 de setembro de 1947, o Polo Grounds sediou a final do campeonato All-Ireland Senior Gaelic Football de futebol gaélico entre Cavan e Kerry. Foi decidido que Nova York sediaria este jogo em celebração aos sobreviventes da fome irlandesa de 1847, que forçou um grande número de irlandeses a emigrar para a América do Norte. Este novo local para o jogo foi escolhido para o benefício da grande população de imigrantes irlandeses de Nova York. Foi a única vez que a final foi disputada fora da Irlanda. Cavan saiu vitorioso no jogo.
O último jogo de futebol gaélico no Polo Grounds foi em 1º de junho de 1958, quando Cavan jogou em Nova York novamente.

### Boxe
O Polo Grounds foi o local de muitas lutas de boxe famosas. Isso incluiu a lendária luta pelo campeonato dos pesos pesados de 1923 entre Jack Dempsey e Luis Firpo, a defesa de Harry Greb do título dos médios contra o atual campeão mundial dos meio-médios, Mickey Walker em julho de 1925 e Billy Conn quase derrotado campeão peso-pesado Joe Louis em junho de 1941. Também foi palco da revanche entre o campeão mundial dos pesos pesados Ingemar Johansson e o ex-campeão Floyd Patterson em 20 de junho de 1960. No que acabou sendo a última grande luta de boxe no Polo Grounds, Patterson se tornou o primeiro boxeador peso-pesado a reconquistar o título sobre o sueco Johansson, que quase um ano depois, levou a coroa de Patterson no Yankee Stadium.

### Motorsports
O Polo Grounds era o local de três pistas ovais diferentes. A primeira pista, uma oval de terra de ¼ de milha, foi usada para corridas de anões em 1940 e 1941. A segunda, uma pista de prancha de 1/5 de milha, foi usada brevemente em 1948. A pista final, uma oval pavimentada de ¼ de milha, foi usada para corridas de stock car em 1958 e 1959, depois que os Giants se mudaram para São Francisco.

## Show ao ar livre
Uma apresentação de Giuseppe Verdi chamada Requiem aconteceu no Polo Grounds em 4 de junho de 1916, apresentados pela Sociedade Nacional Open Air Festival. Foi proferida por um coro de 1.200 cantores (mestre do coro, Arnaldo Conti), selecionados entre as principais sociedades corais de Nova York; e uma Orquestra Filarmônica de Nova York acrescida de 120 músicos. Os solistas foram Maria Gay, Louise Homer (sob o nome falso de 'Lucile Lawrence'), Giovanni Zenatello (parceiro de Gay) e Leon Rothier, com a apresentação sendo conduzida por Louis Koemmenich.

## Outras características

### Campo central

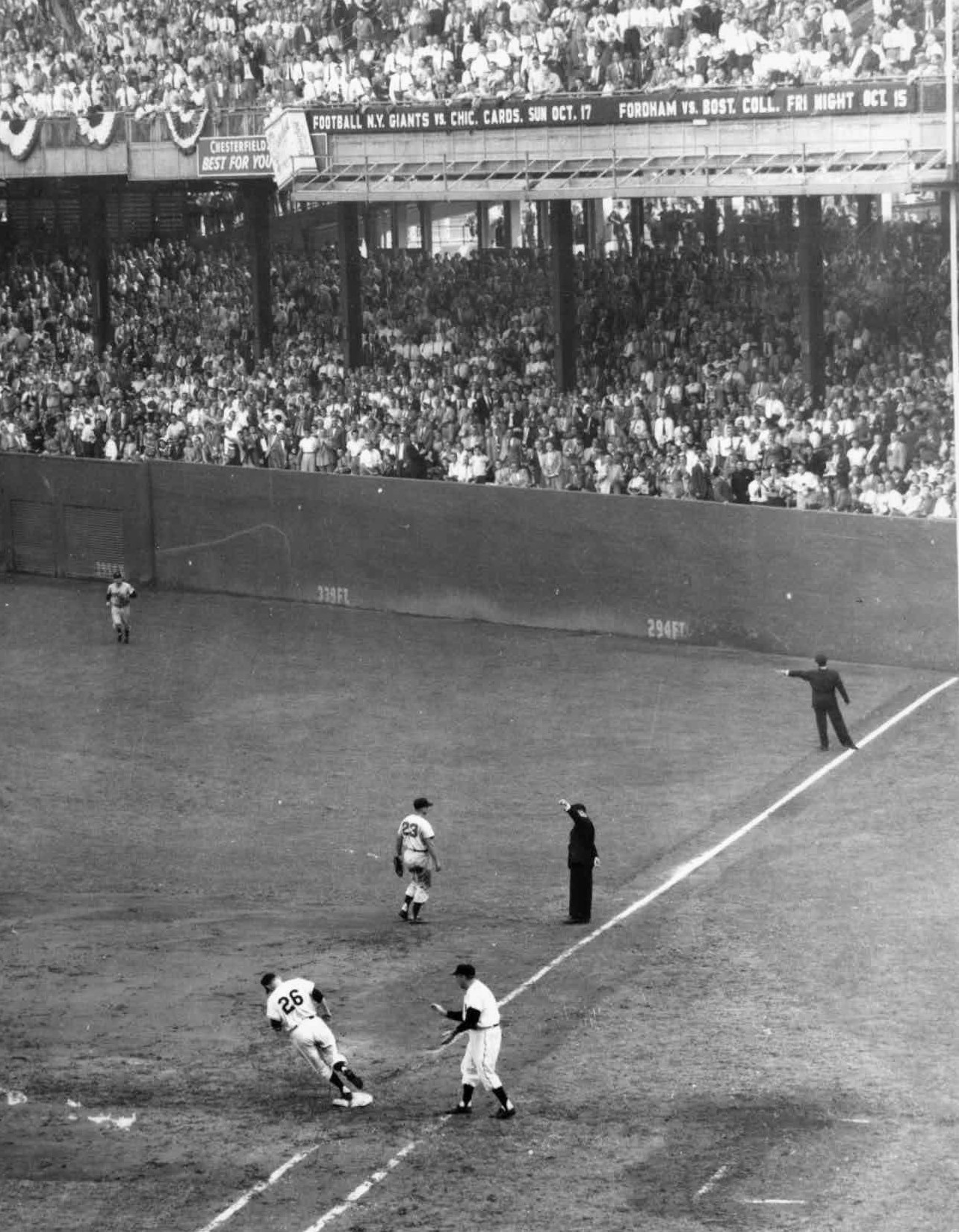
Dusty Rhodes após acertar um home run no segundo jogo da World Series de 1954.

Uma das características mais estranhas do Polo Grounds eram as dimensões profundas no campo central imediato. A parede estava tão longe do home plate, a 483 pés (147 m), que poucos jogadores acertaram home runs sobre ela. Antes de sua reconstrução em 1923, apenas Babe Ruth chegou às arquibancadas centrais; depois de 1923, apenas quatro jogadores alcançariam as arquibancadas distantes do campo central. A parede inteira de 60 pés (18 m) no campo central foi considerada em jogo. As regras básicas do Polo Grounds foram estabelecidas de forma que, se uma bola entrasse por uma janela aberta na sede do clube, fosse considerada uma rebatida dupla, ao invés de um home run. Como nenhuma bola chegou a essa área na vida do estádio, essa regra nunca foi testada.
No jogo 1 da World Series 1954, o outfielder do Giants Willie Mays fez uma captura sensacional de uma rebatida de Vic Wertz pelos Cleveland Indians no campo central profundo, um prendedor que, nas palavras do locutor Jack Brickhouse da NBC: "Deve ter parecido uma ilusão de ótica para muita gente", e que virou a maré daquela Série a favor dos Giants. Em 2 de outubro de 1936, no jogo 2 da World Series de 1936, o centro-campista dos Yankees, Joe DiMaggio, fez uma captura semelhante, embora muito menos crucial (seu time estava à frente por 18–4). Hank Leiber dos Giants acertou uma bola longa para o centro do campo que DiMaggio pegou na pista, talvez a 430-440 da placa, e seu ímpeto o levou até a escada do clube. Ele então parou e se virou, enquanto a multidão se levantava e reconhecia a partida de Franklin D. Roosevelt, que estava presente naquele dia.
Babe Ruth acertou muitas de suas primeiras grandes rebatidas no Polo Grounds, alcançando os assentos centrais do campo em várias ocasiões. Sua rebatida mais longa, sobre o convés superior centro-direito, em 1921, foi estimada em mais de 550 pés. Ele também acertou vários home runs no centro do campo em outros estádios que ultrapassaram os 500 pés. Se Ruth jogasse regularmente no remodelado Polo Grounds, teoricamente ele seria capaz de acertar a sede do clube se as condições fossem adequadas. Nem ele nem ninguém jamais o fez, mas alguns chegaram perto. 
Após a remodelação de 1923, apenas cinco jogadores conseguiram um home run nas arquibancadas do campo central:
- Schoolboy Rowe, enquanto praticava rebatidas antes de um jogo de exibição da pré-temporada em 8 de abril de 1933.[33]
- Luke Easter em um jogo das Ligas Negras de beisebol em 18 de julho de 1948.[34][35]
- Joe Adcock em 29 de abril de 1953.
- Hank Aaron e Lou Brock em dias consecutivos (17 e 18 de junho) em 1962.[36]

### Campo direito
O campo central profundo foi complementado pela cerca curta do campo direito. Sua trave estava a 79 m do home plate, uma das mais curtas já usadas nas ligas principais. Desde o início do Século XX, home runs que acabavam de ultrapassar a cerca mais curta de um campo eram conhecidos como " home runs chineses", em um estereótipo de trabalhadores imigrantes chineses que fazem o mínimo necessário para os baixos salários que recebem pelo trabalho braçal. No beisebol, na década de 1940 esses home runs eram amplamente associados à cerca curta do campo direito no Polo Grounds. Os 511 homers de carreira atingidos pelo outfielder do Giants, Mel Ott, cujo físico e técnica de rebatidas não eram aqueles associados a rebatidas fortes, muitas vezes foram minimizados porque um número significativo foi rebatido em casa, uma crítica à qual ele costumava responder perguntando por que poucos outros rebatedores da liga não estavam fazendo aquela rebatida se era tão fácil.
O jogo conhecido como "Shot Heard Round the World" de Bobby Thomson, que venceu a flâmula da Liga Nacional de 1951 pelos Giants, foi atingido por cima da cerca do campo esquerdo. Mas sem dúvida o mais lembrado hit de home run para o lado direito foi o walk-off de três corridas de Dusty Rhodes, no jogo um da World Series de 1954. A tacada levou Al López, gerente dos Indians, fortemente favorecidos, a atribuir a impressionante vitória dos Giants na estreia da Série às dimensões incomuns do estádio.

### John T. Brush Stairway
A única parte do Polo Grounds que ainda existe é uma escada chamada de "John T. Brush Stairway", que se localiza no Coogan's Bluff da Avenida Edgecombe até o Harlem River Driveway na direção da rua 158. A escada, que foi nomeada em homenagem a John T. Brush - um antigo proprietário dos Giants - abriu em 1913 e levava a uma bilheteria com vista para o estádio. A escada teria oferecido uma visão clara do estádio para os fãs que não compraram ingressos para um jogo. Escrito no chão da escada está: "The John T. Brush Stairway Presented By The New York Giants".
Em novembro de 2011, foi relatado que a escada passaria por uma restauração de US$ 950.000, graças a doações do New York Giants, New York Jets, New York Yankees, New York Mets, San Francisco Giants e da Major League Baseball. A restauração estava programada para ser concluída em setembro de 2012, mas em fevereiro de 2013 foi anunciado que a abertura aconteceria na primavera de 2013. Após inúmeros atrasos, as etapas restauradas foram abertas finalmente no início de agosto de 2014. A escada restaurada é considerada um marco histórico da cidade de Nova York.

### Postes de luz do Polo Grounds
Os postes de luz do Polo Grounds permanecem em uso no Phoenix Municipal Stadium, campo de beisebol da Arizona State University em Phoenix, Arizona, construído em 1964. Quando o estádio foi construído, Horace Stoneham, proprietário do San Francisco Giants, tinha os postes de luz originais que foram enviados para lá. Os Giants realizaram um treinamento de primavera no antecessor do estádio desde 1947 e jogaram no novo estádio durante o treinamento de primavera em 1964. Os postes foram instalados no estádio onde atualmente permanecem de pé.

## Linha do tempo e equipes
Polo Grounds I
- Gothams/Giants (National League), 1883–1888
- Metropolitans (American Association), 1880–1885

Polo Grounds II (também conhecido como Manhattan Field)
- Giants (NL), 1889–1890

Polo Grounds III (originalmente chamado de Brotherhood Park, também conhecido como Brush Stadium de 1911 a 1919)
- Giants (Players' League), 1890
- Giants (NL), 1891–1911
- Giants (NL), 1911–1957
- Yankees (American League), 1913–1922
- Giants (NFL), 1925–1955
- Bulldogs (NFL) 1949
- Titans/Jets (AFL), 1960–1963
- Mets (NL), 1962–1963

## Números

### Dimensões

Diagrama do Polo Grounds desenhado em 1951

Compilado de várias fotos, anuários de beisebol, The Official Encyclopedia of Baseball (Turkin & Thompson, 1951) e Green Cathedrals por Phil Lowry.
| Dimensão                | Distância      | Notas          |
| ----------------------- | -------------- | -------------- |
| Linha do Campo Esquerdo | 335 pé (100 m) | Não confirmado |
| Campo central           | 500 pé (150 m) | Não confirmado |
| Linha do Campo Direito  | 335 pé (100 m) | Não confirmado |

| Dimensão                | Distância      | Notas          |
| ----------------------- | -------------- | -------------- |
| Linha do Campo Esquerdo | 277 pé (84 m)  | Não confirmado |
| Campo central           | 433 pé (130 m) | Não confirmado |
| Linha do Campo Direito  | 258 pé (79 m)  | Não confirmado |

| Dimensão                                       | Distância              | Notas                                                             |
| ---------------------------------------------- | ---------------------- | ----------------------------------------------------------------- |
| Linha do Campo Esquerdo                        | 279 pé (85 m)          | Não confirmado—às vezes listado como 280                          |
| Saliência do Convés Superior do Campo Esquerdo | about 250 pé (76 m)    |                                                                   |
| Centro Esquerdo Raso                           | 315 pé (96 m)          |                                                                   |
| Centro Esquerdo 1                              | 360 pé (110 m)         |                                                                   |
| Centro Esquerdo 2                              | 414 pé (130 m)         |                                                                   |
| Centro Esquerdo Profundo                       | 447 pé (140 m)         | Esquerda da curva bullpen                                         |
| Centro Esquerdo Profundo                       | 455 pé (140 m)         | Direita da curva bullpen                                          |
| Campo central                                  | Approx. 425 pé (130 m) | (Não confirmado) cantos de pistas                                 |
| Campo central                                  | 483 pé (150 m)         | Confirmado na frente da varanda do clube, às vezes 475 pé (140 m) |
| Campo central                                  | 505 pé (150 m)         | (Não confirmado) às vezes dado como distância total de CF         |
| Centro direito profundo                        | 455 pé (140 m)         | Esquerda da curva bullpen                                         |
| Centro direito profundo                        | 449 pé (140 m)         | Direita da curva bullpen                                          |
| Centro direito 2                               | 395 pé (120 m)         |                                                                   |
| Centro direito 1                               | 338 pé (100 m)         |                                                                   |
| Centro direito raso                            | 294 pé (90 m)          |                                                                   |
| Linha do Campo Direito                         | 257 ft. 33⁄8 in.       | Não confirmado—às vezes listado como 258                          |
| Contra recuo                                   | 65 pé (20 m)           | Às vezes também dado como 74 pé (23 m)                            |

As disparidades em algumas das distâncias postadas, notadamente no centro do campo, não foram totalmente reconciliadas pelos pesquisadores. O objeto mais próximo no campo central foi o Grant Memorial, seguido pelo poste que suporta a saliência da sede do clube (acima da qual os sinais 483 ou 475 foram confirmados) e uma porta de enrolar vários metros atrás da saliência no nível do solo. O telhado da parte saliente da sede do clube se inclinava para trás e encontrava a parede vertical da parte maior da sede do clube. Os objetos exatos referidos pelos números 475, 483 e 505 podem ser especulados, mas permanecem não confirmados.

### Capacidade de público
| Ano       | Capacidade | Ano       | Capacidade |
| --------- | ---------- | --------- | ---------- |
| 1911–1916 | 34.000     | 1930–1935 | 56.000     |
| 1917–1919 | 36.000     | 1937–1939 | 51.856     |
| 1920–1922 | 38.000     | 1940–1946 | 56.000     |
| 1923–1925 | 43.000     | 1947–1952 | 54.500     |
| 1926–1929 | 55.000     | 1953–1963 | 56.000     |